# 坂本知子
坂本 知子（さかもと ともこ、1966年9月15日 - ）は、元TOKYO MXのアナウンサー、および同局のビデオジャーナリスト（映像記者）。東京都出身。血液型AB型、身長166cm。

## 経歴・人物
高校生のとき、父親の海外赴任に伴って2年間ニューヨークに滞在したことがある。1990年、京都大学法学部卒業後、全日空入社、地上職（フライト管理）勤務。全日空での勤務を通じて、報道界への興味が深まったということで、1993年3月19日に全日空を退職し、マスコミに転身。TBSで『JNNニュースの森』のリポーター、『JNNニュースコール』のキャスター、『JNNニュースコール』のお天気キャスターとして活躍後、1995年に東京MXテレビ入社。『東京NEWS』のビデオジャーナリストをはじめ、『TOKYO MX NEWS』など報道路線を中心に活躍。『テレバイダー』ではナレーターを担当した。声色を変え、ナレーションをすることが多い。
英語が得意で、『TOKYO MX NEWS』でのニューヨークの放送局「NY1」からのニュースの字幕翻訳の多くを担当した。
2008年5月末に開局時から勤めてきたTOKYO MXを退職。退職理由は公表されていない。同年12月31日、『5時に夢中!』の特別番組『大晦日も夢中!』に退職後初めて出演した。

## エピソード
衆議院議員の北神圭朗とは京都大学法学部の同期生。

## 過去の出演番組
- テレビ夢列島'89（『クイズ!年の差なんて』のコーナーのVTR問題に現役女子大生として出演）
- カラヤン生誕100周年コンサート集
- 東京NEWS
- みんみん情報局
- 葉千栄のアジア電視台
- SCENE
- TOKYO NEWS upDate
- 東京の窓から
- ザ・リーダー
- ハワイアンライブ
- 都立高校入試解答速報（退社後の2009年2月23日放送分にも出演）
- TOKYO MX NEWS
- テレバイダー
- TANGO Club
- 5時に夢中!（金曜日）

以下ナレーションとして
- 西遊記外伝 モンキーパーマ（2013年10月 - 12月、tvk・テレ玉・チバテレ・群テレ・とちテレ・MTV・KBS京都・サンテレビ・OHK・ひかりTV）
- バナナステーキ（2014年2月 - ?、ひかりTV・tvk）